# Pulau Gemantung Ulu
Pulau Gemantung Ulu is een bestuurslaag in het regentschap Ogan Komering Ilir van de provincie Zuid-Sumatra, Indonesië. Pulau Gemantung Ulu telt 1553 inwoners (volkstelling 2010).